# Born to Sing (filme de 1942)
Born to Sing é um filme musical estadunidense de 1942, dirigido por Edward Ludwig e estrelado por Virginia Weidler e Ray McDonald.

## Elenco
- Virginia Weidler como Patsy Eastman
- Ray McDonald como Steve
- Leo Gorcey como "Snap" Collins
- Rags Ragland como Grunt
- Douglas McPhail como Murray Saunders
- Sheldon Leonard como Pete Detroit
- Henry O'Neill como Frank Eastman
- Larry Nunn como Mike Conroy
- Margaret Dumont como Mrs. E. V. Lawson
- Beverly Hudson como Maggie Cooper
- Richard Hall como Mozart Cooper
- Darla Hood como Quiz Kid
- Lester Matthews como Arthur Cartwright
- Ben Carter as Eight Ball
- Lee Phelps como Sr. Porter
- Connie Gilchrist como assistente social
- Cy Kendall como capitão da polícia